# Университет Патр
Университет Патр (греч. Πανεπιστήμιο Πατρών, англ. University of Patras) — греческий государственный университет, находящийся в городе Патры. Третий по величине университет в Греции. Вошел в список двухсот университетов мира.

## История и деятельность
Университет был основан греческим правительством 11 ноября 1964 года в качестве самостоятельного учебного заведения. Расположен в центре города Патры. Имеет кампус площадью около 600 акров, расположенный рядом с городом Рио и имеющий такое же название. Кампус был открыт 30 ноября 1966 года, когда город Патры отмечает день своего покровителя — Апостола Андрея, изображенного на логотипе университета. Позже был построен второй кампус в городе Агринион.
Университет состоит из пяти школ, включающих 24 факультета:
1. Школа естественных наук (образована в 1966 году).
2. Инженерная (политехническая) школа (образована в 1983 году).
3. Школа гуманитарных и социальных наук (образована в 1989 году).
4. Школа медицины (образована в 1977 году).
5. Школа бизнеса и менеджмента (образована в 2013 году).

В вузе имеется 112 лабораторий, в которых студенты проводят научные исследования, включая европейские исследовательские программы ESPRIT, EURECA, RACE, LRE, BRITE-EURAM, IMPACT и другие. Работу университета оценивает греческое агентство Hellenic Quality Assurance and Accreditation Agency (HQAA).
Интересно, что в ботаническом саду университета растёт занесённое в Красную книгу Греции растение Phitosia, охраняемое на общеевропейском и государственном уровне.

## Известные выпускники
- Йоркас, Лукас — певец, представитель Греции на Евровидении 2011 в Германии.
- Ласкарис, Кристос[англ.] — поэт.
- Никифорос — певец, участник греческого шоу X Factor II.
- Петр (Бозинис) — архиерей Константинопольской православной церкви.

## Фотогалерея

Здания университета
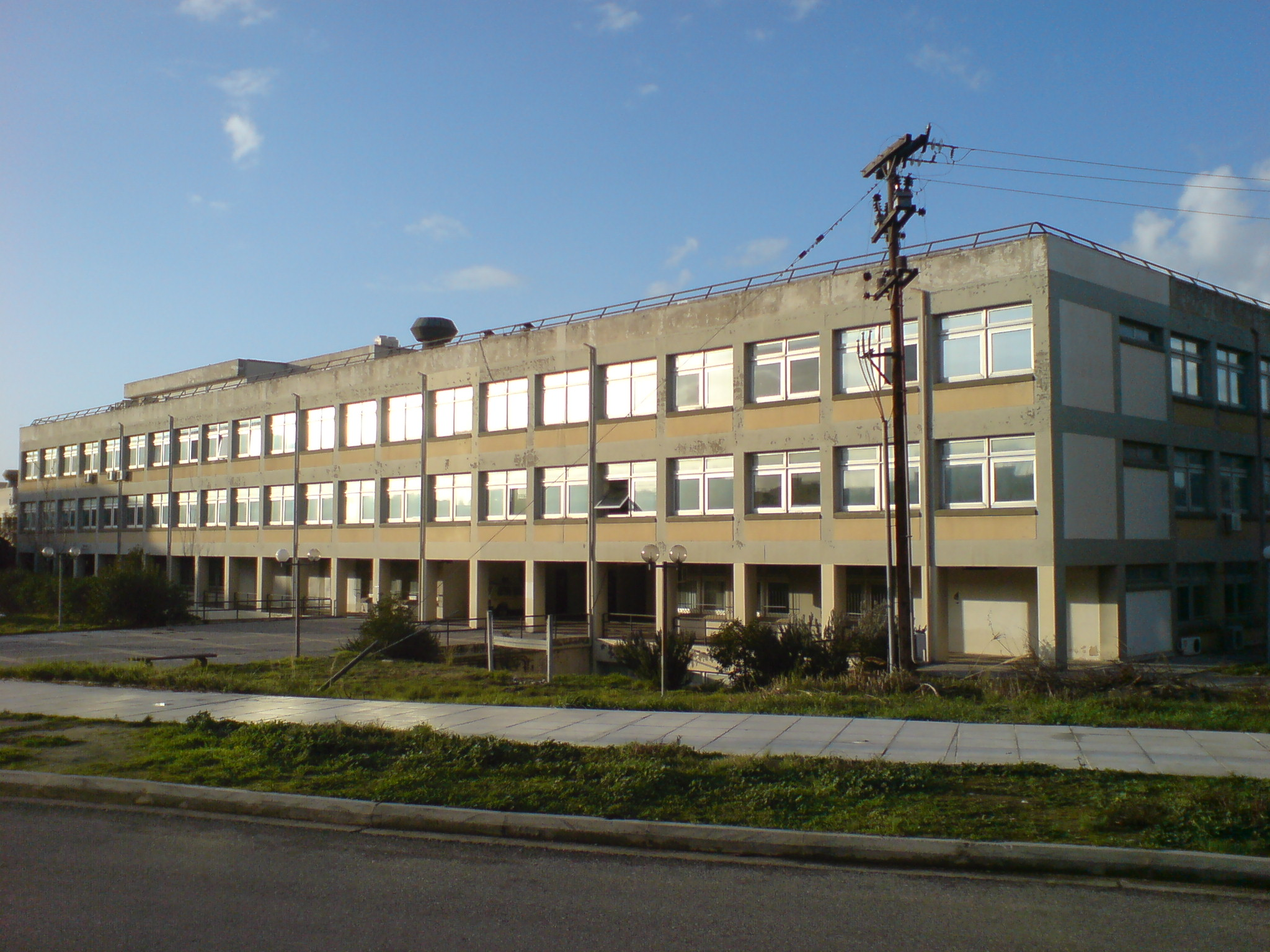
Департамент биологии и математики
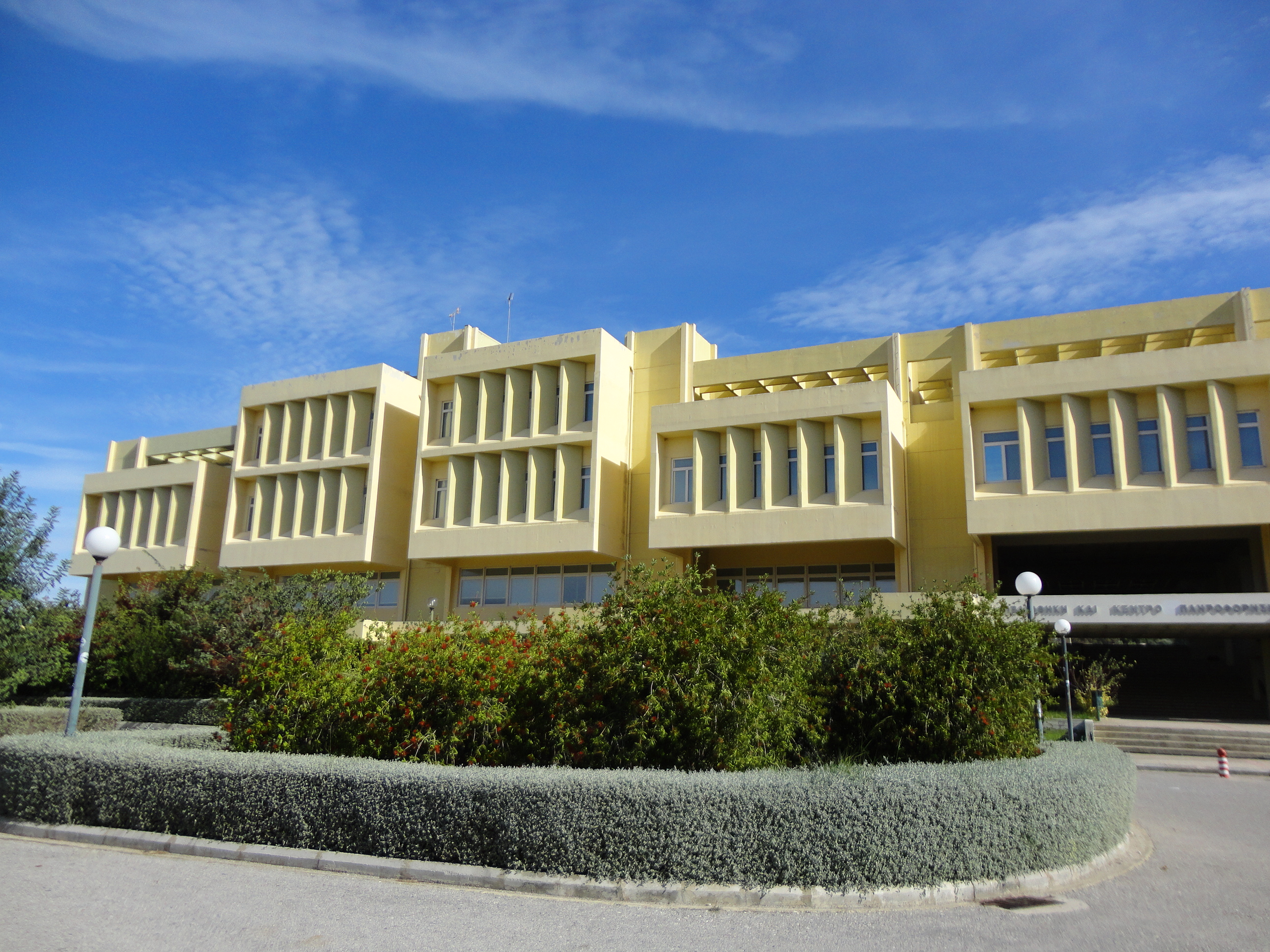
Библиотека
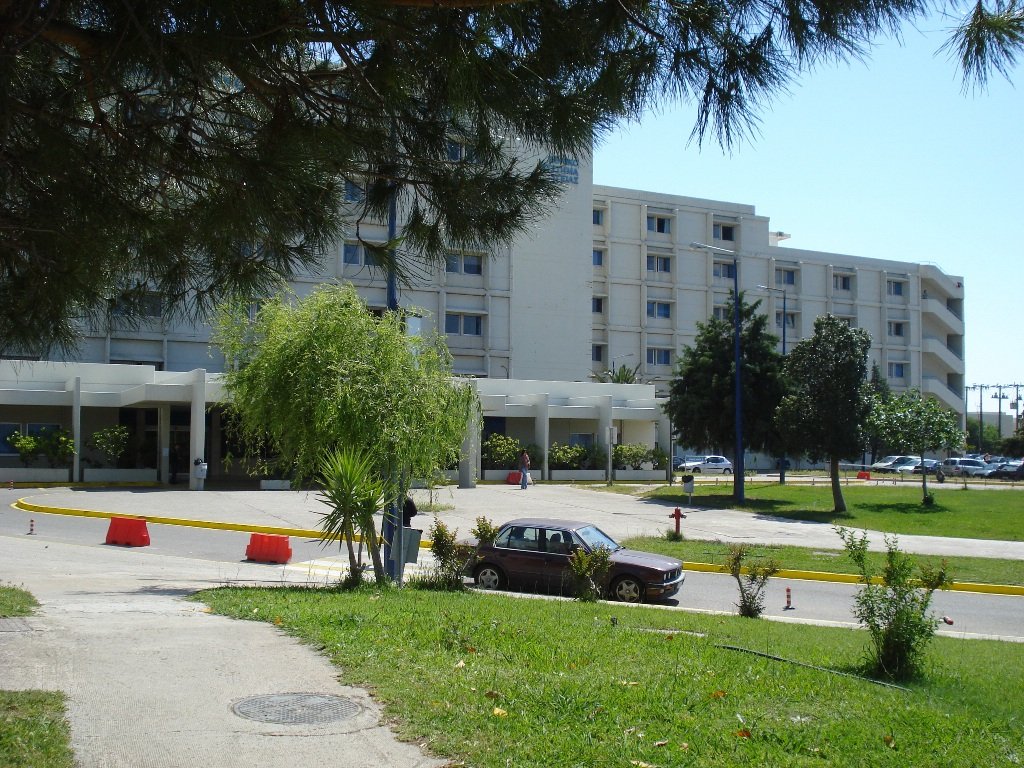
Университетский госпиталь